# 海の牙 (1947年の映画)
『海の牙』（うみのきば、仏: Les Maudits）は、1947年に公開されたフランスの映画。監督はルネ・クレマン。出演はアンリ・ヴィダルやマルセル・ダリオなど。第二次世界大戦末期を舞台にドイツの潜水艦内で発生した事件などによる殺伐とした人間関係を描いており、撮影には本物のUボートが使われた。
第2回カンヌ国際映画祭出品作品で、冒険探偵映画賞を受賞。1948年キネマ旬報外国映画ベストテンでは第4位となった。

## キャスト
| 役名                 | 俳優                     | 日本語吹替 |
| 役名                 | 俳優                     | TBS版      |
| -------------------- | ------------------------ | ---------- |
| ギルバート           | アンリ・ヴィダル         |            |
| フォルスター         | ヨー・デスト             | 小林昭二   |
| フォン・ハウザー将軍 | クルト・クローネフェルト | 高塔正康   |
| 潜水艦司令官         | ジャン・ディディエ       |            |
| ウィリー             | ミシェル・オークレール   |            |
| ガローシ             | フォスコ・ジャケッティ   |            |
| ヒルデ・ガローシ夫人 | フローレンス・マーリー   |            |
| クーテュリエ         | ポール・ベルナール       |            |
| ラルガ               | マルセル・ダリオ         |            |

- TBS版: 初回放送・1965年3月21日『日曜観劇会』13:15-15:00

※日本語吹替は上記のほか、以下の数種類存在する。
- 1968年2月22日の『木曜洋画劇場』で放送されたもの。
- 1978年に放送され、オムニバスプロモーションが制作したもの[4]。
- 1980年に放送され、オムニバスプロモーションが制作したもの[5]。

## スタッフ
- 監督: ルネ・クレマン
- 製作: アンドレ・ポールヴェ（フランス語版）
- 脚本: ビクトル・アレクザンドロフ、ジャック・コンパネーズ（フランス語版）
- 脚色: ルネ・クレマン、ジャック・レミー（フランス語版）
- 台詞: アンリ・ジャンソン（フランス語版）
- 美術: ポール・ベルトラン（フランス語版）
- 撮影: アンリ・アルカン
- 音楽: イヴ・ボードリエ（フランス語版）
- 編集: ロジャー・ドワイア（フランス語版）